# Velle-sur-Moselle
Velle-sur-Moselle és un municipi francès situat al departament de Meurthe i Mosel·la i a la regió del Gran Est. L'any 2007 tenia 272 habitants.

## Demografia

### Població
El 2007 la població de fet de Velle-sur-Moselle era de 272 persones. Hi havia 106 famílies, de les quals 20 eren unipersonals (12 homes vivint sols i 8 dones vivint soles), 41 parelles sense fills, 41 parelles amb fills i 4 famílies monoparentals amb fills.
La població ha evolucionat segons el següent gràfic:
Habitants censats

### Habitatges
El 2007 hi havia 128 habitatges, 107 eren l'habitatge principal de la família, 7 eren segones residències i 14 estaven desocupats. 124 eren cases i 3 eren apartaments. Dels 107 habitatges principals, 93 estaven ocupats pels seus propietaris, 12 estaven llogats i ocupats pels llogaters i 1 estava cedit a títol gratuït; 1 tenia dues cambres, 9 en tenien tres, 23 en tenien quatre i 74 en tenien cinc o més. 82 habitatges disposaven pel capbaix d'una plaça de pàrquing. A 43 habitatges hi havia un automòbil i a 55 n'hi havia dos o més.

### Piràmide de població
La piràmide de població per edats i sexe el 2009 era:
| Homes | Edats   | Dones |
| ----- | ------- | ----- |
| 0     | 95 o +  | 0     |
| 0     | 90 a 94 | 4     |
| 0     | 85 a 89 | 8     |
| 0     | 80 a 84 | 0     |
| 0     | 75 a 79 | 4     |
| 8     | 70 a 74 | 4     |
| 8     | 65 a 69 | 12    |
| 0     | 60 a 64 | 12    |
| 4     | 55 a 59 | 0     |
| 12    | 50 a 54 | 0     |
| 20    | 45 a 49 | 20    |
| 16    | 40 a 44 | 24    |
| 16    | 35 a 39 | 4     |
| 0     | 30 a 34 | 12    |
| 0     | 25 a 29 | 0     |
| 16    | 20 a 24 | 4     |
| 20    | 15 a 19 | 12    |
| 12    | 10 a 14 | 16    |
| 4     | 5 a 9   | 16    |
| 12    | 0 a 4   | 4     |

## Economia
El 2007 la població en edat de treballar era de 184 persones, 137 eren actives i 47 eren inactives. De les 137 persones actives 128 estaven ocupades (64 homes i 64 dones) i 9 estaven aturades (2 homes i 7 dones). De les 47 persones inactives 14 estaven jubilades, 25 estaven estudiant i 8 estaven classificades com a «altres inactius».

### Ingressos
El 2009 a Velle-sur-Moselle hi havia 114 unitats fiscals que integraven 301 persones, la mediana anual d'ingressos fiscals per persona era de 21.074 €.

### Activitats econòmiques
Dels 10 establiments que hi havia el 2007, 2 eren d'empreses extractives, 3 d'empreses de construcció, 2 d'empreses de comerç i reparació d'automòbils, 1 d'una empresa d'hostatgeria i restauració, 1 d'una empresa immobiliària i 1 d'una empresa classificada com a «altres activitats de serveis».
Dels 2 establiments de servei als particulars que hi havia el 2009, 1 era una lampisteria i 1 agència immobiliària.
L'any 2000 a Velle-sur-Moselle hi havia 3 explotacions agrícoles.

## Equipaments sanitaris i escolars
El 2009 hi havia una escola elemental integrada dins d'un grup escolar amb les comunes properes formant una escola dispersa.

## Poblacions més properes
El següent diagrama mostra les poblacions més properes.